# Beryx splendens
Alfonsino, Alfonsino espléndido, Alfonsiño, besugo americano,  Virrey o Cachucho (Beryx splendens), es una especie de peces de la familia Berycidae en el orden de los Beryciformes. 

## Descripción y biología
Es una especie longeva, que podría llegaría a vivir 19 años, aunque los registros máximos en Madeira, por ejemplo, son de 12 años; en Azores, 11; y en Canarias, 9. Comienza a entrar en su madurez en el segundo año, pero la mayoría de los ejemplares la alcanza entre el quinto o sexto año.
Presenta una coloración rojiza con diferentes gamas de intensidad. 
Su longitud promedio alcanza los 25 cm, existiendo registros de 64 cm. El mayor y más longevo ejemplar fue registrado al sur de la cadena submarina de las Indias Occidentales.
La base de su dieta son los crustáceos, complementada con cefalópodos y otros peces.
Realiza migraciones verticales a diario, en las que los juveniles varían de profundidad en cotas de entre 350 y 500 m. por jornada, traspasando con facilidad la capa de mínimo oxígeno, mientras que los adultos migran verticalmente entre 150 y 200 m. En las noches sube desde capas más profundas, de temperatura más estable durante todo el año, hasta alcanzar cotas más someras, donde sí ocurren variaciones estacionales.
En sus migraciones horizontales se desplaza más de 1000 mn (1852 km), pero la extensión y dirección de estos movimientos, que se relacionan con ciclos reproductivos y alimenticios, varían localmente en diferentes océanos y sectores.

## Hábitat y distribución

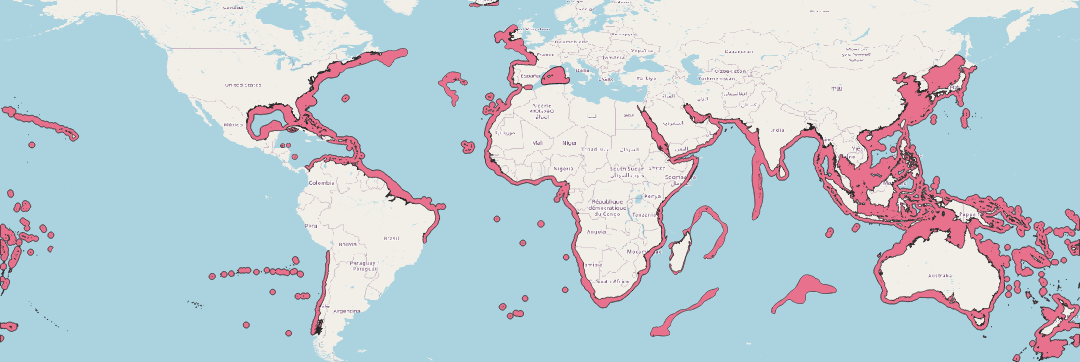
Distribución de la especie según IUCN (2025).

Habita en aguas marinas templadas y tropicales, entre los 25 y 1300 m de profundidad, conservando una distancia de unos 150 o 250 m. del fondo. Prefiere áreas de montes submarinos y las laderas de las plataformas continentales (talud continental). Su distribución es mundial, en todos los océanos con áreas tropicales, subtropicales y en ocasiones templadas. En América del Sur se le encuentra en las costas de Chile y Perú, especialmente en montes submarinos de la Dorsal de Juan Fernández, la Cadena de Salas y Gómez, la Dorsal de Nazca y el talud continental.

## Uso humano

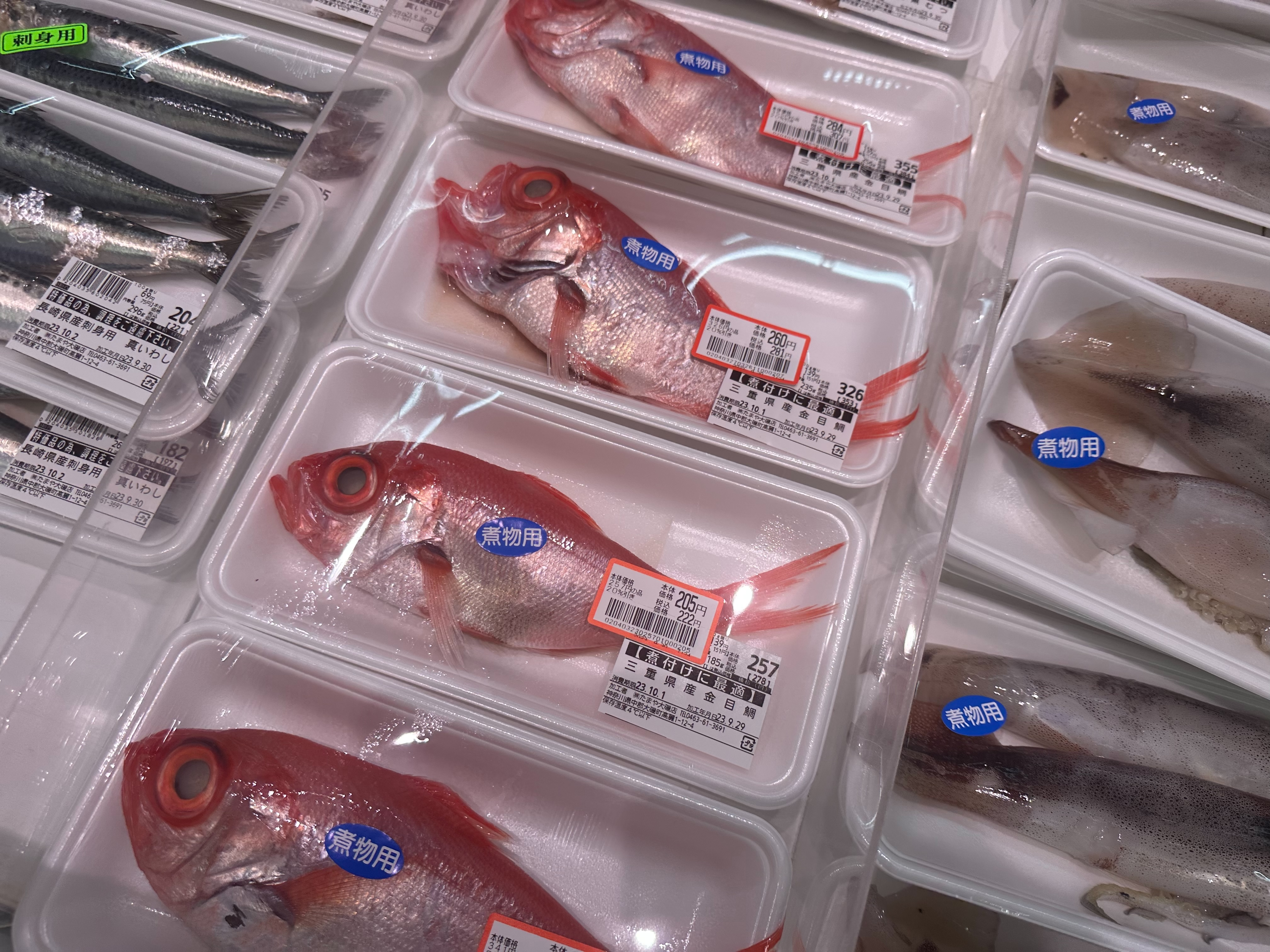
Venta de alfonsino en Konagawa, Japón.

Este pez tiene uso como recurso alimenticio en diferentes lugares próximos a su distribución, siendo pescado con redes y líneas largas. Se captura sobre todo en el Índico Sudoccidental y el Atlántico Sudoriental, en torno a África Meridional. Hay pesca, comparativamente en menor escala, por parte de Australia, Nueva Zelanda y Japón, país que captura en la cadena de montes submarinos Hawái-Emperador. También ha existido pesca en torno a las Azores, en los montes submarinos Corner Rise (en medio del Atlantico Norte), donde la Rusia registró capturas de alguna entidad entre fines de los años 1970s y el 2000, mientras que la flota con base en Ucrania se concentró en el mismo período en la Cadena Walvis, frente a África Sudoccidental. Existió una pesquería mayor en el Archipiélago de Juan Fernández, (Chile) pero fue cerrada.
Según un estudio publicado por la FAO, su explotación presenta los problemas de muchas especies de aguas profundas: difícil gestión porque los volúmenes involucrados, menores a los de otras especies, no motivan a las autoridades a realizar costosos planes de manejo; debido a su biología, su explotación sin planes de manejo puede llevar a su rápido agotamiento; y su captura muchas veces se incluye en los informes oficiales no desagregados, tabulándola junto a otras especies, por lo que no existe verdadera claridad de las cantidades capturadas globalmente. De acuerdo a la misma publicación, solo Japón, Chile y las Azores contaría al 2016 con planes de manejo de la especie, los que bien implementados podrían llegar a permitir ingresos razonables a pesquerías y beneficios a quienes lo consumen.
Es también conocido como kinmedai (金目鯛)  o pargo de ojo dorado  ("golden eye snapper") en la cocina japonesa y el sushi, siendo especialmente usado en la gastronomía de las prefecturas de Kanagawa y Shizuoka. Una de sus presentaciones es con la piel dorada a fuego ligeramente al estilo aburi (aplicación breve de soplete o llama directa) para ablandarlo y liberar sabores umami de la materia oleosa de la pieza. Dentro de la gastronomía japonesa se le considera en la categoría de shiromi: pescado de carne blanca, algo translúcida y de sabor sutil, apropiada para sushi y otras preparaciones.